# Angiografía
La angiografía es un examen de diagnóstico por imagen cuya función es el estudio de los vasos sanguíneos que no son visibles mediante la radiología convencional. Su nombre procede de las palabras griegas angeion, "vaso", y graphein, "descripción". Podemos distinguir entre arteriografía cuando el objeto de estudio son las arterias, y flebografía cuando se refiere a las venas. También pueden estudiarse los vasos linfáticos, en cuyo caso se llama  linfografía.

## Historia
El neurólogo portugués Egas Moniz, ganador del premio Nobel en 1949, desarrolló en 1927 la angiografía por contraste radiopaco para diagnosticar distintos trastornos cerebrales, desde tumores hasta malformaciones vasculares. Se le considera uno de los pioneros en este campo. El siguiente gran paso se dio gracias a la Técnica de Seldinger en 1953 que permitía acceder a los vasos sanguíneos de forma mucho más segura.[cita requerida]

## Definición amplia
El término angiografía se refiere por lo general a las distintas técnicas radiológicas que se utilizan para obtener imágenes con 
referencia al diámetro, aspecto, número y estado clínico de las diversas partes del aparato vascular. 
La angiografía se puede dividir en dos fases: la primera consiste en introducir el medio radiopaco o de contraste que permitirá que las venas, arterias o vasos linfáticos sean visibles a la radiografía; la segunda fase es tomar la o las radiografías de acuerdo a la secuencia predeterminada con objeto de realizar el estudio de los vasos en cuestión.

## Subdivisiones
La palabra angiografía sigue siendo un término genérico por lo que para cuestiones técnicas, debe subdividirse según el tipo de examen y el órgano que se va a explorar:
- Arteriografía. Deja observar anomalías de los vasos sanguíneos. Un estudio de este tipo es la angiografía con fluoresceína, una técnica que utiliza fluoresceína como medio de contraste.
- Angiocardiografía. Examen que permite al facultativo verificar el estado clínico de las arterias del corazón.
- Angioneumografía. Para detectar estados alterados en las venas y arterias pulmonares.
- Coronariografía. Estudio de los vasos que nutren al miocardio (músculo cardiaco) que no son visibles mediante la radiología convencional.
- Linfografía. Examen para ver el estado de los vasos linfáticos.
- Venografía. Permite estudiar el recorrido de la circulación venosa.

## Técnica
La angiografía es una técnica invasiva que requiere la introducción de un catéter en una arteria periférica, con frecuencia se usa la arteria femoral o incluso la vena cubital. Sin embargo existen técnicas no invasivas, como la angiografía por tomografía computarizada, para detectar un número importante de patologías con la misma precisión que la técnica invasiva.
El proceso se basa en la administración por vía intravascular, de un contraste radiológico. Los rayos X no pueden atravesar el compuesto por lo que se revela en la placa radiográfica la morfología del árbol arterial así como sus distintos accidentes vasculares, émbolos, trombosis, aneurismas, estenosis, etc.
Al tener la sangre una densidad similar a la de los tejidos circundantes se requiere añadir un contraste radiológico (que absorbe la radiación X) para que sea visible en la radiografía.

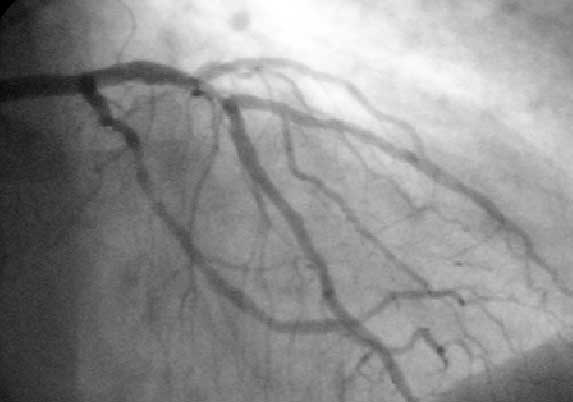
Arteriografía coronaria.

La angiografía más habitual es la coronariografía. Mediante el catéter se administra el contraste en el área a visualizar. Se introduce el catéter por la ingle o el antebrazo y se avanza cuidadosamente por el sistema arterial hasta alcanzar una de las dos arterias coronarias. Las imágenes obtenidas del tránsito del contraste y su distribución junto a la sangre permiten visualizar la apertura de las arterias. El diagnóstico de ateroesclerosis o de placas de ateroma mediante esta técnica deberá ser respaldado por otros procedimientos diagnósticos.

## Método
La densidad radiológica de los vasos es igual a la de los demás tejidos blandos, por lo que en una placa realizada sin tomar medidas especiales no se ven arterias ni venas. Para poder distinguirlas, se requiere poner en circulación sanguínea una sustancia radioopaca, es decir, el medio de contraste. Aunque existen diversos medios de contraste, regularmente se utiliza uno que no cause toxicidad. 

### Flebografía
Flebografía (del inglés Phlebography) es una técnica radiográfica, la cual consiste en la introducción de contraste en la porción distal (más alejada) de un territorio venoso, con la finalidad de obtener imágenes para su diagnóstico.
En flebografía, por ejemplo, el medio de contraste se inyecta estando a temperatura corporal en cantidad proporcional al peso y edad del paciente en cuestión, en la circulación venosa superficial del pie, ya que de aquí, la sustancia pasará a la circulación profunda de la pierna. Se toman las placas y se espera a que estas sean reveladas para poder emitir un diagnóstico por el especialista en radiología.

### Arteriografía
La arteriografía es un proceso de diagnóstico por imagen cuya función es el estudio de los vasos arteriales que no son visibles mediante la radiología convencional. Se habla de arteriografía cuando el objeto de estudio son las arterias, si fueran las venas se habla de flebografía, ambas técnicas se agrupan en lo que se conoce como angiografía.
Esta técnica se basa en la administración por vía intravascular, es una técnica invasiva, de un contraste radiopaco. Los rayos X no pueden atravesar el compuesto por lo que se revela en la placa radiográfica la morfología del árbol arterial así como sus distintos accidentes vasculares, émbolos, trombosis, aneurismas, estenosis.
En la arteriografía, el medio de contraste se introduce en las arterias para permitir su visibilidad. La técnica es muy parecida a la flebografía, pero su realización es un poco más complicada, en parte porque el flujo arterial es más rápido y debe introducirse la sustancia radio-opaca con mayor velocidad y volumen. Se hace inyectándola en un lugar alejado al vaso que se desea estudiar. Por ejemplo, en la arteriografía del brazo, la sustancia debe inyectarse a nivel axilar.

## Padecimientos en los que es útil
Listado de patologías vasculares identificables mediante la angiografía:
- Estenosis: Se observa la obstrucción total o parcial de los vasos.
- Cortocircuito o shunt arteriovenoso: Malformación congénita consistente en un cortocircuito en el sistema vascular, debido a una anastomosis arteriovenosa.
- Malformación arteriovenosa: Entramado arterial originado por un tumor o congénito.
- Aneurisma: La arteria se hernia, perdiendo parte de su pared arterial, al adelgazarse la pared hay mayor riesgo de una rotura que desencadene una hemorragia, según la arteria afectada la hemorragia será intracraneal, aórtica, etc.

## Utilidad

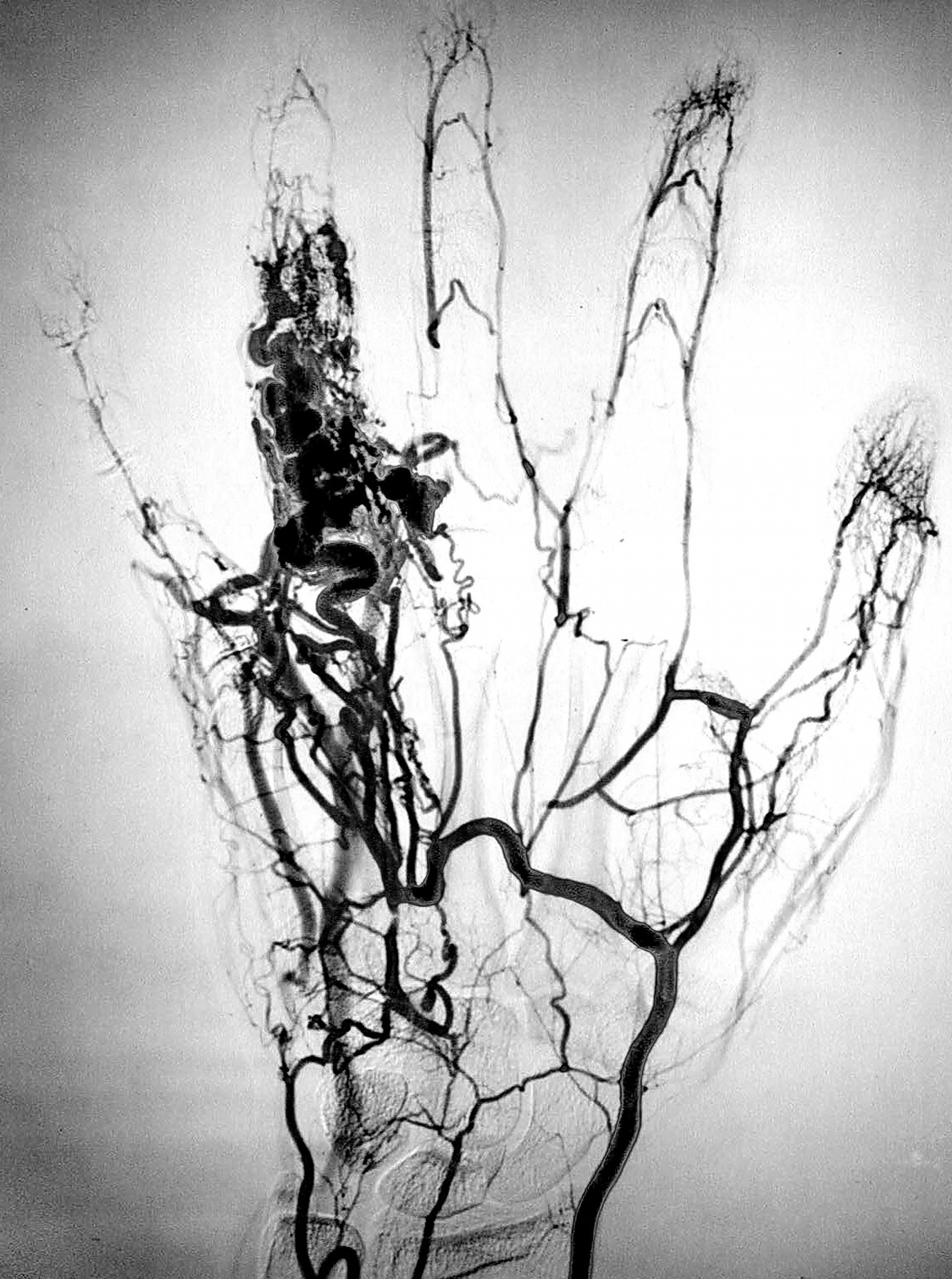
angioma de dedo

Es evidente que estas técnicas permiten identificar los vasos y sus anomalías en caso de existir. Se puede revelar la presencia de trombos, émbolos y aneurismas en casi todos los compartimentos del organismo, incluyendo el cerebro. Además, los datos son fieles y exactos por lo que se permite al especialista dar un diagnóstico preciso y dirigir un tratamiento adecuado. Es de notarse que este examen no ha sido sustituido por la técnica del TAC, sino que lo complementa y lo ha hecho más selectivo y puntual.